# Північно-Кавказький фронт
Півні́чно-Кавка́зький фронт — оперативно-стратегічне об'єднання радянських військ з 20 травня до 4 вересня 1942 та з 24 січня до 20 листопада 1943 у Другій світовій війні.

## Командувачі
- Маршал Радянського Союзу С. М. Будьонний (20 травня — 1 вересня 1942)
- генерал-лейтенант (з 30 січня 1943 — генерал-полковник) І. І. Масленніков (24 січня 1943 — 13 травня 1943)
- генерал-лейтенант (з 27 серпня 1943 — генерал-полковник) І. Ю. Петров (13 травня — 20 листопада 1943)